# Nils-Ingvar Jörgensen
Nils-Ingvar Jörgensen, född 24 februari 1927 i Kristianstad,  död 2 februari 1992, var en svensk trädgårdsmästare. 
Jörgensen, som var son till handelsträdgårdsmästare Nils Jörgensen och Herta Wallin, avlade realexamen och trädgårdsmästarexamen i Alnarp 1951, Han praktiserade på olika handelsträdgårdar i Skåne, Ångermanland och Östergötland 1946–1949 och var innehavare av Klabbarps handelsträdgård i Vä socken från 1957. Han var ledamot av Kristianstads läns hushållningssällskaps trädgårdsnämnd, ordförande i Nordöstra Skånes distrikt av Sveriges handelsträdgårdsmästareförbund och styrelseledamot i Trädgårdsarbetsgivareföreningens Skåneavdelning.